# Towarzystwo Przyrodnicze „Bocian”
Towarzystwo Przyrodnicze „Bocian” – organizacja pozarządowa pożytku publicznego, której misją jest ochrona dziko żyjących gatunków roślin i zwierząt.
Formalnie istnieje od roku 1994, ale początki organizacji sięgają pierwszej połowy lat 80. XX w. Wówczas grupa ornitologów, pracujących i studiujących w ówczesnej Wyższej Szkole Rolniczo-Pedagogicznej w Siedlcach (obecnie Uniwersytet w Siedlcach), zainicjowała kompleksowe zbieranie informacji na temat awifauny Niziny Mazowieckiej. Bardzo szybko nawiązane zostały kontakty z ponad 200 osobami, które dostarczały danych o występowaniu nie tylko ptaków, ale i płazów, gadów i ssaków. Materiały te zostały zdeponowane w Regionalnej Kartotece Faunistycznej.
Na początku lat dziewięćdziesiątych osoby koordynujące badania faunistyczne utworzyły Mazowieckie Towarzystwo Ochrony Fauny. Od początku roku 2002 w Towarzystwie funkcjonuje Sekcja Botaniczna, która postawiła sobie za cel monitoring i ochronę rzadkich gatunków roślin na Nizinie Mazowieckiej. Dnia 8 marca 2003 r. odbyło się Nadzwyczajne Walne Zgromadzenie Członków, na którym została podjęta decyzja o zmianie nazwy Towarzystwa. Nowa, obowiązująca już nazwa brzmi: Towarzystwo Przyrodnicze „Bocian”.
Od roku 2005 TP „Bocian” jest członkiem IUCN – The World Conservation Union (Międzynarodowa Unia Ochrony Przyrody).
Siłą Towarzystwa są członkowie i współpracownicy. Oni realizują wiele projektów, które dotyczą ochrony przyrody. Koordynatorami większości przedsięwzięć są stali pracownicy Towarzystwa. Fundusze na realizację projektów pochodzą z dotacji (przyznawanych przez fundacje finansujące ochronę przyrody), darowizn oraz składek członkowskich.
W 2012 roku Stowarzyszenie wydało „Poradnik ochrony bociana białego”.